# Ходевляны (Дятловский район)

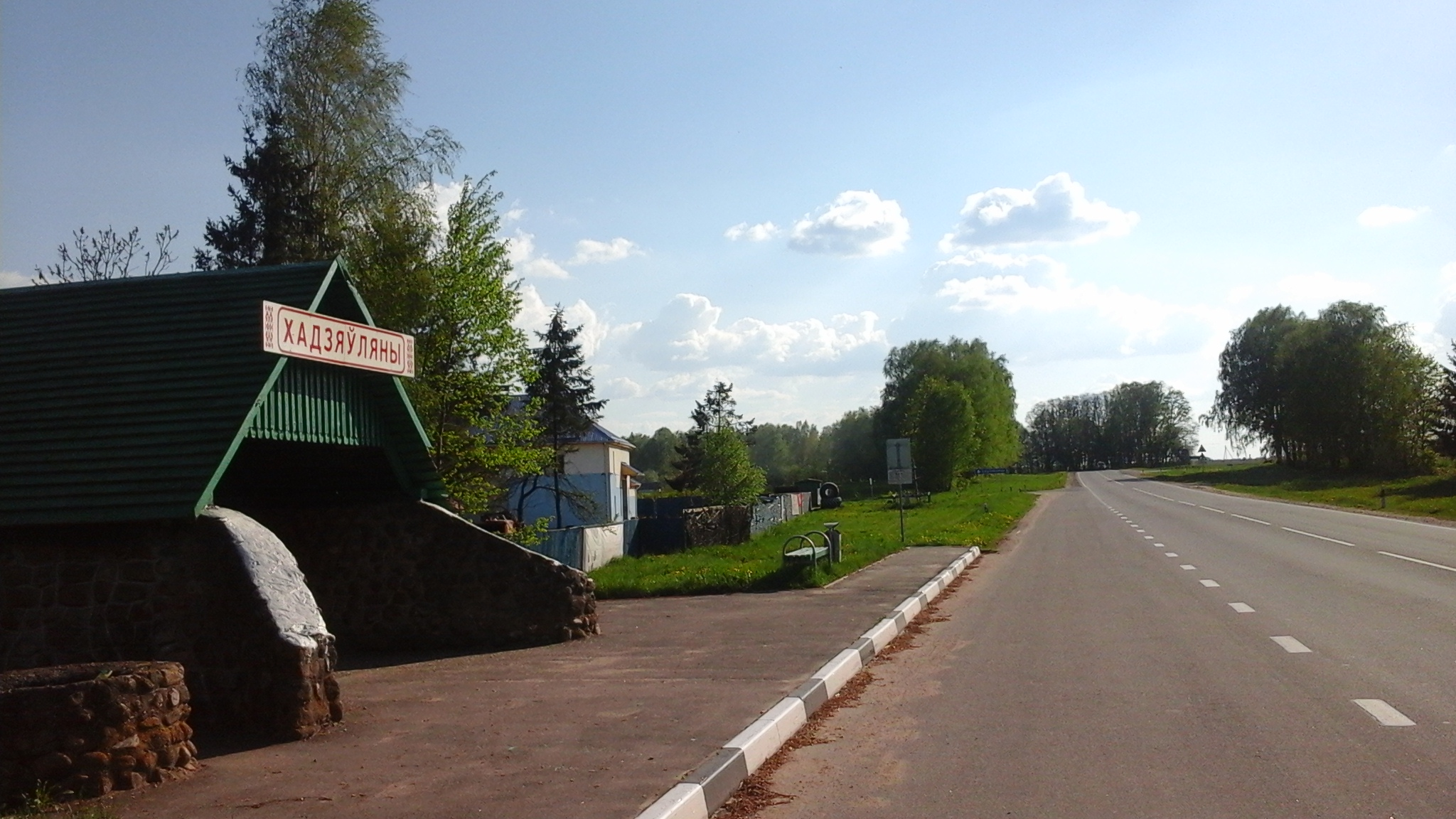
Автобусная остановка

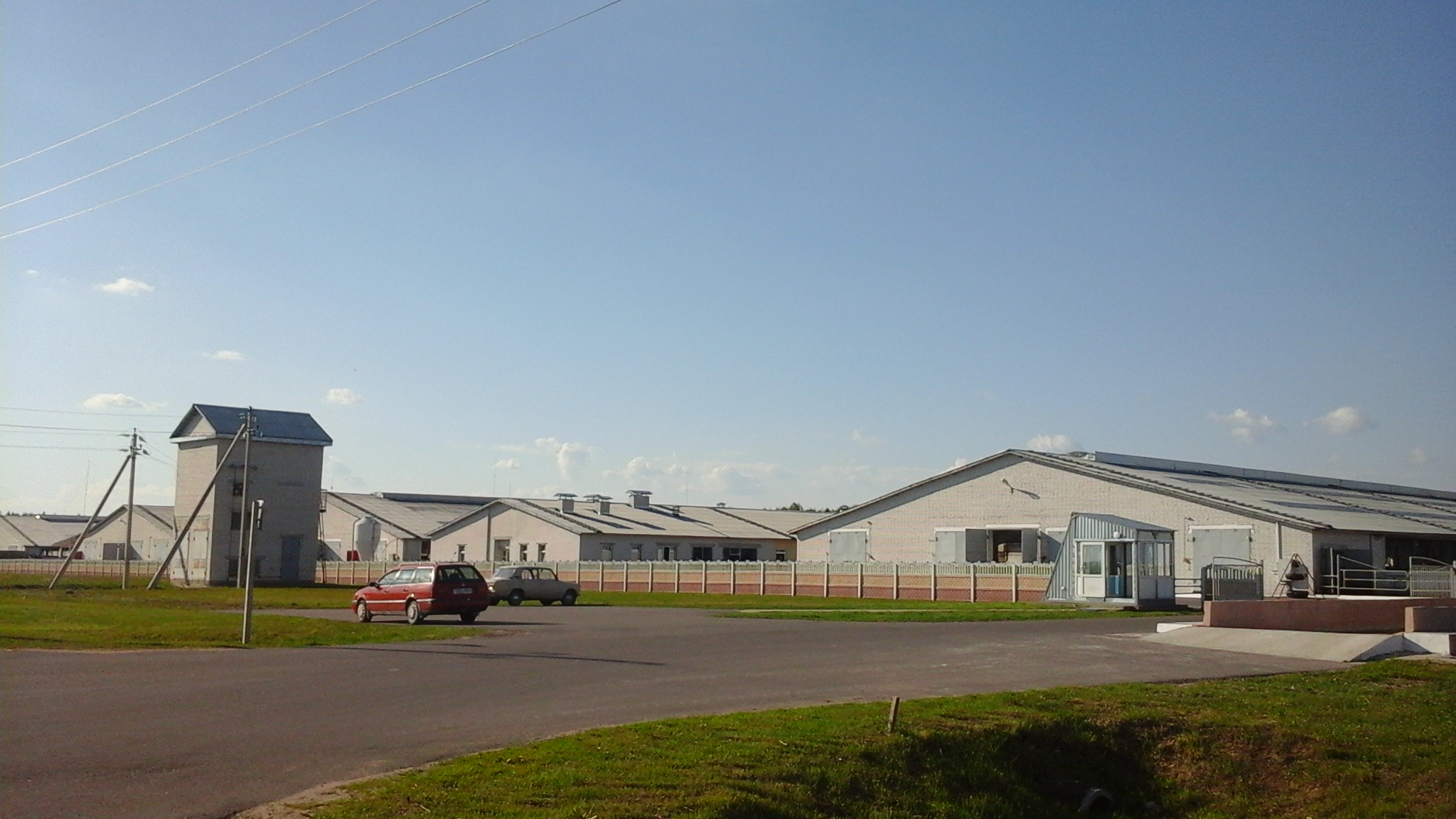
Ферма СПК «Русь-Агро»

Ходевля́ны (бел. Хадзяўляны) — деревня в Дятловском сельсовете Дятловского района Гродненской области Белоруссии. По переписи населения 2009 года в Ходевлянах проживал 141 человек. Площадь населённого пункта составляет 84,46 га, протяжённость границ — 6,45 км.

## Этимология
Название деревни образовано от фамилий Ходевич, Ходевлян, Ходилонь.

## География
Ходевляны расположены в 3 км к югу от Дятлово, 149 км от Гродно, 14 км от железнодорожной станции Новоельня. Вдоль деревни проходит магистраль М11 E 85.

## История
В 1624 году упоминаются в составе Марковского войтовства Дятловской (Здентельской) волости во владении Сапег.
В 1878 году Ходевляны — деревня в Дятловской волости Слонимского уезда Гродненской губернии (55 дворов, магазин). Рядом находился хутор Александровка (Ходевлянка) — 1 двор.
В 1880 году в Ходевлянах проживало 294 человека.
Согласно переписи населения 1897 года в Ходевлянах насчитывалось 65 домов, проживал 391 человек. В 1905 году — 339 жителей.
В 1921—1939 годах Ходевляны находились в составе межвоенной Польской Республики. В сентябре 1939 года Ходевляны вошли в состав БССР.
В 1996 году Ходевляны входили в состав колхоза «Нива». В деревне насчитывалось 80 хозяйств, проживало 157 человек.

## Инфраструктура
В 2013 году введена в эксплуатацию молочно-товарная ферма, расположенная по дороге на Мировщину.

## Достопримечательности
- Памятник 57 землякам, погибшим в годы Великой Отечественной войны. Находится в центре деревни[3].